# Pavane
Pour les articles homonymes, voir Pavane (homonymie).

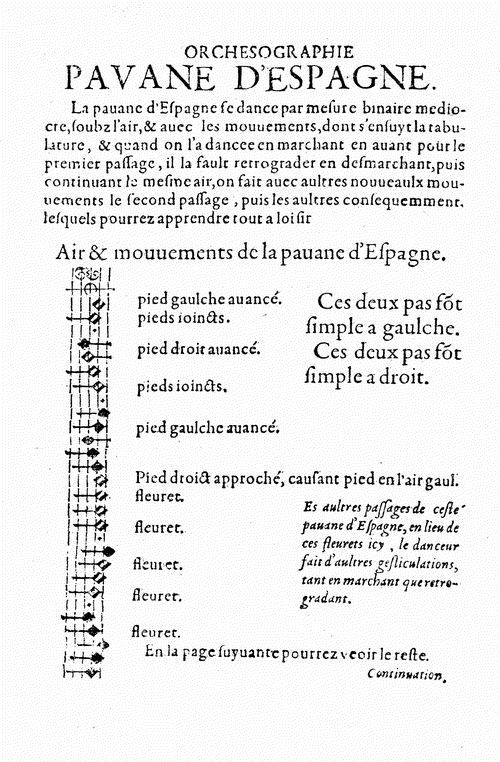
Thoinot Arbeau, description de la Pavane d’Espagne.

La pavane est une danse de cour lente du XVIe siècle, dansée près du sol par des couples disposés en cortège.
Son nom évoque la ville de Padoue dont elle serait originaire ou, selon d'autres sources, elle dériverait de l’espagnol pavo real qui signifie « paon » ou bien du verbe se pavaner car cette action se fait avec lenteur. Si la danse disparaît avec le XVIe siècle, la forme musicale subsiste jusque vers 1660. Associée à la saltarelle et surtout à la gaillarde, elle est décrite par Thoinot Arbeau dans son Orchésographie (1589) comme une danse binaire formée d'une longue et de deux brèves. Il y décrit la pavane Belle qui tiens ma vie et une Pavane d'Espagne qu'on danse « en marchant lentement en avant pour le premier passage », puis en reculant.
La pavane consiste en deux simples et un double en avant (marche), suivis des mêmes en arrière (démarche). On peut également continuer à avancer sur la deuxième partie, parcourant ainsi la salle en cortège de couples.
Les pavanes les plus marquantes du XVIe siècle sont celles de William Byrd. Elles sont suivies par une danse rapide, la gaillarde.
Au XIXe siècle, Camille Saint-Saëns a composé deux pavanes extraites de ses opéras Proserpine et Étienne Marcel (flûte et piano).
Parmi les pavanes « modernes », les plus célèbres sont celle de Fauré et la Pavane pour une infante défunte de Maurice Ravel.

## Thoinot Arbeau,Orchèsographie1589
« Le Gentil-homme la peult dancer ayant la cappe & lespee: Et vous aultres vestuz de vos longues robes, marchants honnestement avec une gravité posee. Et les damoiselles avec une contenance humble, les yeulx baissez, regardans quelquesfois les assistans avec une pudeur virginale. Et quant à la pavane, elle sert aux Roys, Princes & Seigneurs graves, pour se monstrer en quelque jour de festin solemnel, avec leurs grands manteaux & robes de parade. Et lors les Roynes, Princesses, & Dames les accompaignent les grands queües de leurs robes abaissees & traisnans, quelquesfois portees par damoiselles. Et sont lesdites pavanes jouees par haulbois & saquebouttes qui l'appellent le grand bal, & la font durer jusques à ce que ceux qui dancent ayent circuit deux ou trois tours la salle si mieulx ils n'ayment la dancer par marches & desmarches. On se sert aussi desdictes pavanes quant on veult faire entrer en une mascarade chariotz triumphantz de dieux & deesses, Empereurs ou Roys plains de majesté. »

— Thoinot Arbeau, Orchésographie, 1589, chapitre 9 « Pavane ».

## PavaneBelle qui tiens ma vie
Paroles tirées de l'Orchésographie (1589) de Jehan Tabourot (1520–1595), dit Thoinot Arbeau. Ces paroles sont attribuées au roi François Ier, cette musique est à l'origine un choral religieux.
Belle qui tiens ma vie

Captive dans tes yeux,

Qui m’as l’âme ravie

D’un sourire gracieux,

Viens tôt me secourir

Ou me faudra mourir.

Pourquoi fuis-tu mignarde

Si je suis près de toi,

Quand tes yeux je regarde

Je me perds dedans moi

Car tes perfections

Changent mes actions.

Tes beautés et ta grâce

Et tes divins propos

Ont échauffé la glace

Qui me gelait les os,

Et ont rempli mon cœur

D’une amoureuse ardeur.

Mon âme soulait être

Libre de passions,

Mais amour s’est fait maître

De mes affections,

Et a mis sous sa loi

Et mon cœur et ma foi.

Approche donc ma belle

Approche-toi mon bien,

Ne me sois plus rebelle

Puisque mon cœur est tien

Pour mon mal apaiser,

Donne-moi un baiser.

Je meurs mon Angelette

Je meurs en te baisant,

Ta bouche tant doucette

Va mon bien ravissant

À ce coup mes esprits

Sont tous d’amour épris.

Plutôt on verra l’onde

Contre mont reculer

Et plutôt l’œil du monde

Cessera de brûler,

Que l’amour qui m’époint

Décroisse d’un seul point.